# Jacques Simard
Jacques Simard (* 23. Februar 1941 in Québec (Stadt); † 17. Mai 2009 ebenda) war ein kanadischer Oboist.

## Leben
Simard begann sein Oboenstudium am Conservatoire de musique du Québec (CMQ) bei Réal Gagnier. Von 1958 bis 1961 studierte er am Pariser Konservatorium Oboe bei Étienne Baudo, Musikgeschichte bei Norbert Dufourcq und Kammermusik bei Fernand Oubradous. Nachdem er 1961 in der Carnegie Hall Jacques Hétus Quatre pièces gespielt hatte, unternahm er im Folgejahr eine Konzerttournee mit dem Cembalisten Donald Thomson. Von 1962 bis 1963 war er Mitglied des Trio Canadien (mit dem Flötisten Gail Grimstead und dem Pianisten Pierre Hétu), mit dem er die Uraufführung von André Prévosts Triptyque spielte.
1963 debütierte Simard als Solist mit dem Orchestre symphonique de Montréal. 1966 wurde er Erster Oboist des Orchestre Symphonique de Québec; die Stelle hatte er bis 1988 inne. Im gleichen Jahr begann er auch, am CMQ zu unterrichten. 1965 nahm er mit dem Cembalisten Kenneth Gilbert und dem Cellisten Michael Carpenter Werke von Georg Friedrich Händel, Joseph Bodin de Boismortier, Georg Philipp Telemann und Pietro Locatelli auf. Mit der Pianistin Jeanne Landry spielte er 1968 Sonaten von Paul Hindemith, Henri Dutilleux und Francis Poulenc ein. 1970 gründete er das Ensemble instrumental du Québec. Von 1970 bis 1973 trat er außerdem in einer Duoformation mit der Pianistin Louise Forand auf. Simard war mit der Flötistin Barbara Todd verheiratet.